# Resident Evil (videoigra 1996.)
Resident Evil je horor videoigra preživljavanja koju je razvio i objavio Capcom izvorno za PlayStation 1996. godine, a prva je igra u seriji Resident Evil. Radnja igre prati Chrisa Redfielda i Jill Valentine, članove elitne radne skupine poznate kao S.T.A.R.S., dok istražuju predgrađe Raccoon Cityja nakon nestanka članova njihovog tima. Ubrzo postaju zarobljeni u vili napadnutoj zombijima i drugim čudovištima. Igrač, koji se na početku igre odlučio igrati kao Chris ili Jill, mora istražiti ljetnikovac kako bi otkrio njegove tajne.
Prvi je zamislio producent Tokuro Fujiwara kao remake svoje ranije horor igre Sweet Home (1989.), razvoj Resident Evil-a vodio je Shinji Mikami. Prošao je kroz nekoliko redizajna. U početku igra se trebala igrati iz prvog lica u 3D-prostoru te je kasnije odlučeno da će se igrati iz trećeg lica (kamera koja slijedi lika, a ne iz njegove perspektive). Igranje se uglavnom sastoji od akcije trećeg lica s dodatnim naglaskom na upravljanje zalihama, istraživanje i rješavanje zagonetki. Resident Evil uspostavlja mnoge konvencije viđene kasnije u seriji, uključujući shemu upravljanja, sustav inventara, sustav spremanja i upotrebu 3D modela koji su postavljeni na prethodno prikazane pozadine.
Resident Evil je vrlo dobro primljen kritički i komercijalno, dobivajući pohvale za grafiku, igranje, zvuk i atmosferu, iako je dobio nekoliko kritika zbog svoje glasovne glume. Osim videoigara, Resident Evil zaslužan je za ponovnu popularizaciju zombija u glavnoj popularnoj kulturi od kasnih 1990-ih nadalje (zajedno s The House of the Dead), što je dovelo do ponovnog zanimanja za zombi filmove tijekom 2000-ih. Resident Evil od tada je proglašen jednom od najutjecajnijih i najvećih videoigara svih vremena. Njegov je uspjeh iznjedrio multimedijsku franšizu koja uključuje videoigre, filmove, stripove, romane i drugu robu. Igra je dobila namjenske priključke za Sega Saturn, Windows i Nintendo DS. 2002. godine objavljen je istoimeni remake za GameCube koji sadrži ažuriranu grafiku, zvuk i promjene u igri i priči. Nastavak, Resident Evil 2, objavljen je 1998., a prequel, Resident Evil Zero, 2002. godine. 

## Igra
Igračev lik pripadnik je posebne radne skupine za provođenje zakona koji je zarobljen u vili naseljenoj opasnim mutiranim bićima. Cilj igre je otkriti misterij vile i na kraju pobjeći živ. Grafika igre sastoji se od 3D poligonalnih likova i predmeta u stvarnom vremenu, koji su postavljeni na unaprijed prikazane pozadine s fiksnim kutovima kamere. Uređaj kontrolira lik gurajući D-pad ili analogni štap lijevo ili desno za okretanje lika, a zatim pomiče znak naprijed ili nazad gurajući d-pad gore ili dolje (kontrole spremnika).
Da bi ispunio cilj igre, igrač otkriva razne dokumente koji pružaju izlaganje o narativu igre, kao i tragove koji im pomažu u rješavanju različitih zagonetki u vili. Dostupne su i ključne stavke koje igraču omogućuju pristup drugim predmetima ili novim područjima. Igrač može naoružati svog lika oružjem kako bi se obranio od neprijatelja, iako je streljivo dostupno za svako vatreno oružje ograničeno i igrač mora naučiti čuvati streljivo koje ima u situacijama kada će mu zaista trebati. Da bi vratio zdravlje liku, igrač koristi sprejeve za prvu pomoć ili tri vrste ljekovitog bilja koje se mogu kombinirati u različitim kombinacijama radi različitih ljekovitih učinaka. Nosivost igrača je ograničena, ovisno o liku i predmeti koje igrač trenutno ne želi nositi mogu se pohraniti u okvir s predmetima koji će se dohvatiti za kasniju upotrebu. Da bi sačuvao napredak, igrač mora uzeti vrpcu s tintom i upotrijebiti je na bilo kojoj od pisaćih strojeva rasutih po ključnim mjestima u igri. Međutim, opskrba vrpcama s tintom koju igrač može nabaviti ograničena je slično kao i municija i ljekovita zaliha igrača. Igrači će se susresti i boriti protiv različitih zaraženih bića kao što su zombiji koji jedu meso i psi zombiji, divovski pauci, morski psi i druga čudovišta. Karakteru igrača također će tijekom igre pomagati drugi lik (Rebecca Chambers ili Barry Burton).

### Okoliš
Niz bizarnih ubojstava dogodio se na periferiji grada Raccoon, s ostacima žrtava s znakovima kanibalizma. Specijalna taktika i spasilačka služba policijske uprave rakuna S.T.A.R.S.) dodijeljena je istrazi ubojstava. S.T.A.R.S. podijeljen je u dvije ekipe: Alpha i Bravo. Prvo se šalje Bravo Team, ali nakon što se kontakt s njima izgubi, Alpha Team se šalje da istraži njihov nestanak. 

### Likovi
Igrači mogu birati između dva člana Alpha tima Chrisa Redfielda ili Jill Valentine, svaki sa svojim jedinstvenim diferencijalnim sposobnostima. Jill ima više vatrene moći i posjeduje bravu koja joj omogućuje lak pristup područjima i predmetima, kao i inventar dovoljno velik da primi do osam predmeta, dok Chris ima ograničenu vatrenu moć, ali je trajniji u pogledu nanošenja štete neprijateljima, te manji inventar u koji se može smjestiti samo šest predmeta.
Sporedni likovi igre uključuju Barry Burton, stručnjak za oružje Alpha tima koji Jill pruža dodatnu vatrenu moć; Rebecca Chambers, preživjela članica Bravo tima koja podržava Chrisa svojom medicinskom stručnošću; Albert Wesker, kapetan S.T.A.R.S. i vođa Alpha tima; i Brad Vickers, pilot helikoptera koji im šalje transmisije dok ih pokušava pronaći u helikopteru.
Ostali članovi S.T.A.R.S. uključuju Josepha Frosta, šestog člana Alpha tima čija iznenadna smrt pokreće priču, Enrico Marini, vođa Bravo tima koji igraču daje najkritičniji zaplet u igri, Richard Aiken, koji daje igraču radio koji je nekada primao Bradove transmisije, Kenneth J. Sullivan, član Bravo tima ubijen neposredno nakon dolaska Alpha tima, i Forest Speyer, čije tijelo na balkonu pronalazi igrač. 

### Priča
24. srpnja 1998., kada se na periferiji izmišljenog srednjozapadnog grada Raccoon Cityja dogodila serija bizarnih ubojstava, policijska uprava Raccoon City S.T.A.R.S. tim je dodijeljen za istragu. Nakon gubitka kontakta s Bravo Teamom, Alpha Team je poslan da istraži njihov nestanak. Alpha Team pronalazi srušeni helikopter Bravo Tima i slijeće na to mjesto, gdje ih iznenada napadne čopor čudovišnih pasa, usmrtivši člana tima Josepha Frosta. Nakon što pilot helikoptera Alpha Teama, Brad Vickers, uspaniči i poleti sam, preostali članovi tima (Chris Redfield, Jill Valentine, Albert Wesker i Barry Burton) prisiljeni su potražiti utočište u obližnjem napuštenom dvorcu.
Ovisno o tome nad kojim likom igrač preuzima kontrolu, Chris ili Barry odvojeni su od ostatka ekipe tijekom potjere i ne prolaze u ljetnikovac. U ovom se trenutku tim odlučuje razdvojiti kako bi istražio. Tijekom igre lik igrača može naići na nekoliko članova Bravo Tima, uključujući Enrico Marini, kapetan Bravo Tima, koji otkriva da je jedan od članova Alpha Tima izdajnik prije nego što ga je neviđeni napadač ubio i ubio. Lik igrača na kraju saznaje da je tajni istraživački tim izvodio niz ilegalnih eksperimenata pod nadzorom i nadzorom biomedicinske tvrtke Umbrella Corporation. Stvorenja koja lutaju ljetnikovcem i okolnim područjima rezultat su ovih eksperimenata koji su osoblje dvorca i razne životinje i insekte izložili vrlo zaraznom i mutagenom biološkom sredstvu poznatom kao T-virus.
Na kraju, lik igrača otkriva tajni podzemni laboratorij koji sadrži Umbreline eksperimente. U laboratoriju igrač susreće Weskera koji otkriva da je dvostruki agent koji radi za Umbrelu i planira upotrijebiti Tyranta, divovskog humanoidnog nadvojnika, da ubije preostalog S.T.A.R.S. članova. Međutim, u sukobu koji je uslijedio, Wesker je navodno ubijen, a lik igrača pobjeđuje Tiranina. Nakon aktiviranja sustava samouništenja u laboratoriju, lik igrača dolazi do heliodroma i uspijeva kontaktirati Brada radi vađenja, a u tom se trenutku Tyrant posljednji put može suočiti s Tyrantom. Igra sadrži više završetaka, ovisno o igračevim radnjama u ključnim točkama tijekom igre.

### Završteci
Svaki lik ima četiri završetka, s tim da se ishod određuje jesu li spasili druga dva S.T.A.R.S. preživjeli ili ne. Lik kojeg igrač ne odabere bit će zatvoren u osamljenoj ćeliji u podzemnom laboratoriju vile. Da bi pristupio ćeliji, igrač mora prikupiti set MO diskova raspoređenih unutar vile i koristiti ih u različitim uređajima za dekodiranje kako bi otključao vrata. Da bi dobio najbolji završetak, igrač mora spasiti i drugog protagonista pored dodijeljenog mu partnera.
- Najbolji kraj su Chris i Jill koji pobježu iz vile zajedno s trećim S.T.A.R.S. član (Rebecca ili Barry, ovisno o tome tko je lik igrača) nakon što je pobijedio Tiranina i uništio ljetnikovac.
- Drugi najbolji kraj je lik igrača (Chris ili Jill) koji pobježe sa svojim partnerom (Rebecca ili Barry) nakon što je pobijedio Tiranina i uništio ljetnikovac.
- Drugi najgori kraj su Jill i Chris koji su pobjegli kao dvoje jedinih preživjelih, a ljetnikovac je još uvijek netaknut, a tiranin je pušten u šumu.
- Najgori kraj je karakter igrača kao jedinog preživjelog, s ljetnikovcem koji je još uvijek netaknut, a Tiran je pušten u šumu.

### Remake
Remake igrice pod istoimenim nazivom napravljen je i objavljen je 2002. godine.